# Молдова (историческая область)
Молдова (Западная Молдавия, Румынская Молдавия; рум. Moldova, Moldova Occidentală) — область на северо-востоке современной Румынии между Восточными Карпатами на западе и рекой Прутом на востоке.
От реки Молдава своё имя получила и вся страна Молдова, а Западная Молдавия соответствует западной части территории средневекового Молдавского княжества (на восточной части располагается современная Молдова и часть современной Украины (Южная Бессарабия).
По современному административному делению включает жудецы (уезды) Бакэу, Васлуй, Вранча, Галац, Нямц, Яссы, часть уездов Ботошани и Сучава.
В области преобладает степная растительность, на водоразделах — широколиственные леса. Имеются посевы зерновых, виноградники.

## Молдавский диалект

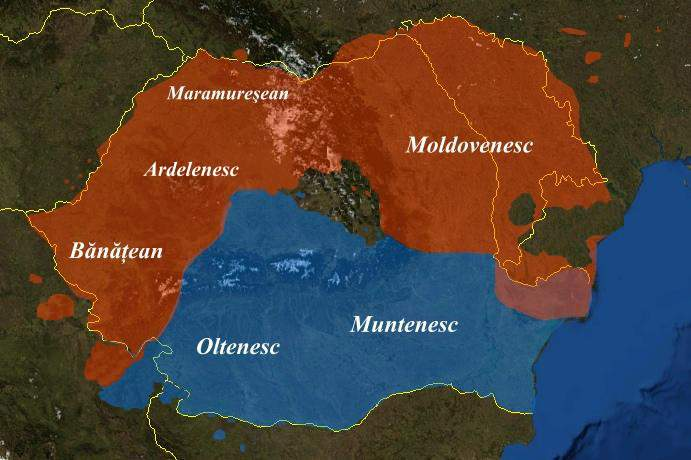
Области молдавского диалекта закрашены красным

Изучая фонетические, морфологические, синтаксические и лексические особенности, филологи выделяют молдавский диалект румынского языка. Его относят к северной группе диалектов. Распространён в регионах современной Румынии: Молдове, Буковине, Банате и значительной части Трансильвании. В Марамуреше распространён марамурешский диалект румынского.
Понятие «молдавский диалект» не является синонимом термина «молдавский язык». Молдавский язык — это название стандартного языка (литературной нормы), которое используется некоторыми филологами из Республики Молдовы. Государственная граница между Республикой Румынией и Республикой Молдовой не соответствует ни одной из изоглосс румынского языка, их фонетика и морфология идентична, а лексическая разница минимальна.